# David Costabile
David Costabile est un acteur américain, né le 9 janvier 1967 à Washington, D.C.(District de Columbia, États-Unis).

## Biographie

### Jeunesse et formation
David Costabile étudie au collège Gonzaga College High School (en)  puis à l'université Tufts près de Boston (Massachusetts).
En 1998, il est diplômé de l'université de New York (New York University's MFA program).

### Carrière
Il est surtout connu pour son rôle de Gale Boetticher dans la série américaine Breaking Bad, ou pour ses rôles dans d’autres séries telles que Suits, Dr House, Person of Interest, The Blacklist, The Good Wife, Flight of the Conchords ou Billions (série télévisée).
En 2012, David Costabile apparaît dans Lincoln, le film biographique de Steven Spielberg où il joue le rôle du représentant républicain James Ashley.

### Vie privée
Le 25 juin 2012, David Costabile épouse l'actrice américaine Eliza Baldi, dans le comté de Bucks en Pennsylvanie.

## Filmographie

### Cinéma

#### Films
- 1998 : Couvre-feu d'Edward Zwick : expert d'empreintes digitales
- 1999 : Broadway, 39e rue de Tim Robbins : un homme
- 2005 : Petites Confidences (à ma psy) de Ben Younger : Jason
- 2009 : Notorious BIG de George Tillman Jr. : M. Webber
- 2010 : Le Chasseur de primes d'Andy Tennant : Arthur
- 2011 : Braquage à New York de Malcolm Venville : Arnold
- 2012 : Lincoln de Steven Spielberg : James Mitchell Ashley
- 2013 : Somewhere slow de Jeremy O'Keefe : Robert Thompson
- 2013 : Players de Brad Furman : professeur Hornstein
- 2013 : Effets secondaires de Steven Soderbergh : Carl Millbank
- 2016 : 13 Hours (13 Hours: The Secret Soldiers of Benghazi) de Michael Bay : le chef
- 2017 : Pentagon Papers (The Post) de Steven Spielberg : Art Buchwald
- 2019 : The Dirt de Jeff Tremaine : Doc McGhee

### Télévision

#### Séries télévisées
- 2001 : Will et Grace : un homme (saison 3, épisode 16)
- 2003 : New York, section criminelle : Pr Roth (saison 3, épisode 1)
- 2005 : FBI : Portés disparus : Scott Asher (saison 3, épisode 21)
- 2007-2009 : Damages : détective Rick Messer (14 épisodes)
- 2007 : Flight of the Conchords : Doug, le mari de Mel (saisons 1 et 2)
- 2008 : Sur écoute : directeur de la rédaction Thomas Klebanow (saison 5)
- 2009 : New York, police judiciaire : Glen Dolan (saison 2, épisode 210)
- 2010 : The Office (U.S.) : Eric Ward (saison 6, épisode 14)
- 2010 : Lie to Me : Dr Grandon (saison 3, épisode 9)
- 2010-2011 : Breaking Bad : Gale Boetticher (7 épisodes)
- 2011 : New York, unité spéciale : Bruce Clarkson (saison 12, épisode 18)
- 2011 : The Closer : L.A. enquêtes prioritaires : M. Braddock (saison 7, épisode 1)
- 2011 : Dr House : Phil (saison 7, épisode 20)
- 2011 : Unforgettable : Dr McCardle (saison 1, épisode 2)
- 2011 : Person of Interest : le juge Samuel Gates (saison 1, épisode 5)
- 2012 : The Good Wife : Zachary Hines (saison 3, épisode 18)
- 2012 : Franklin and Bash : Richard Tafflinger (saison 2, épisode 9)
- 2012 / 2014-2015 : Suits : Avocats sur mesure : Daniel Hardman (13 épisodes)
- 2013 : Low Winter Sun : David Westwood (10 épisodes)
- 2013 : Elementary : Danilo Gura (saison 1, épisode 5)
- 2013 : Ripper Street : Daniel Judge (saison 2, épisode 7 et 8)
- 2014 : Blacklist : Dr Linus Creel[2] (saison 2, épisode 4)
- 2015 : Dig : Ted Billingham[3] (saison 1)
- 2016-2023 : Billions : Mike « Wags » Wagner
- 2018 : Better Call Saul : Gale Boetticher
- 2020 : Little Birds : Grant Savage